# Javad Foroughi
Javad Foroughi (pers. ‏جواد فروغی‎) (ur. 11 września 1979 w Dehloran) – irański strzelec sportowy, mistrz olimpijski.

## Życiorys
Urodził się 11 września 1979 w Dehloran w Iranie, ale mieszka w Ilamie. W latach 2012–2013 był członkiem zespołu medycznego irańskiego wojska.
W 2021 roku wziął udział w barwach Iranu w Letnich Igrzyskach Olimpijskich 2020 w Tokio. W konkurencji strzelania z pistoletu pneumatycznego z 10 m najpierw wystartował w eliminacjach, gdzie z wynikiem 580 punktów zajął w nich piąte miejsce i wywalczył awans do finału, który wygrał z wynikiem 244 punktów, ustanawiając tym samym nowy rekord olimpijski. Jego medal był pierwszym w historii Iranu wywalczonym w strzelectwie. Swoje olimpijskie złoto Foroughi zadedykował Alemu Chameneiemu. Wystartował też w konkurencji strzelania z pistoletu pneumatycznego z 10 m mikstów, gdzie wraz z Hanieh Rostamian wywalczył piąte miejsce.
W 2022 roku wziął udział w Mistrzostwach Świata w Strzelectwie 2022 w Kairze, gdzie zdobył dwa medale.